# Club Sportivo Tintina
El Club Sportivo Tintina es una institución deportiva de la localidad de Tintina, Provincia de Santiago Del Estero. Actualmente participa en el Torneo Regional Federal Amateur y está afiliado a la Liga Quilminense de Fútbol.
Tras muchos años de amateurismo, la dirigencia de cargo empezó a plantearse la idea de participar en los torneos federales, siendo el Torneo Federal B 2014, el primer torneo de manera profesional por parte de la institución, y también participó en la temporada 2014-15 de la Copa Argentina.

## Historia

### Fundación
Sportivo Tintina se fundó un 17 de agosto de 1928 y su primera cancha se ubicó donde hoy es la plaza San Martín, luego se trasladaron al solar donde los dirigentes de la época lograron cerrar su perímetro en 1950. Para entonces, por decisión de la Comisión, los jugadores vistieron la casaca albirroja con bastones verticales, émulo de la casaca de Estudiantes de La Plata, por moción de los hermanos José y Marcelo Soria, hinchas del “Pincha” y ex residentes de aquella ciudad. Su escudo también es una adaptación de esa institución.
Obtuvo su personería jurídica 40 años después de su fundación y, desde ese entonces, es protagonista permanente de la denominada Liga Regional del Norte que nucleaba a equipos de la zona del departamento Moreno y Alberdi, aunque con cierta intermitencia en la organización de los certámenes por parte del mencionado ente. No obstante, la Liga se reeditó en 1992, siendo Sportivo Tintina campeón de Honor y anual, venciendo en el clásico a su actual rival, Boca Juniors de Tintina, por 2 a 1 de visitante.

### Afiliación a la AFA
En 2008 se afilió a la AFA y a la Liga Añatuyense en 2009, se coronó campeón de su zona y representante en el Torneo del Interior, donde logró una histórica participación en el presente en la temporada 2011.

## Datos del club
Total de temporadas en AFA: 9
- Temporadas en primera división: 0
- Temporadas en segunda división: 0
- Temporadas en tercera división: 0
- Temporadas en cuarta división: 5
  - Torneo Federal B: 2 (2014, 2015)
  - Torneo Regional Federal Amateur: 3 (2019, 2020, 2023-24)
- Temporadas en quinta división: 4
  - Torneo Federal C: 1 (2018)
  - Torneo Argentino C: 3 (2006, 2011, 2014)
- Participaciones en Copas nacionales: 1
  - Copa Argentina: 1 (2014-15)